# Атлантизия
Атлантизиите (Atlantisia rogersi), наричани също атлантически дърдавци, са вид дребни птици от семейство Дърдавцови (Rallidae), единствен представител на род Atlantisia.
Срещат се само на необитаемия атлантически остров Инаксесибъл в архипелага Тристан да Куня. С дължина 13 – 15,5 сантиметра и маса 34 – 49 грама те са най-дребните съвременни нелетящи птици. Хранят се с различни дребни безгръбначни, по-рядко с плодове или семена.